# Viel zu weit
Viel zu weit war der deutsche Beitrag zum Eurovision Song Contest 1993, der von der Münchener Freiheit auf Deutsch gesungen wurde.

## Entstehung und Inhalt
Der Song wurde von Stefan Zauner geschrieben und produziert. Das Lied ist eine Ballade, in der der Sänger „unberührte Welten“ beschreibt und sie mit den Problemen der Menschen vergleicht. Die Münchener Freiheit nahm das Lied auch auf Englisch (als Far Away), Französisch (Très loin) und Spanisch (Un sueño nada más) auf.

## Veröffentlichung und Rezeption
Die Single erschien am 7. April 1993 bei Columbia Records. Die B-Seite war die englische Version Far Away. Der Titel erreichte Platz 53 der deutschen Singlecharts und war fünf Wochen platziert.

## Eurovision Song Contest
Viel zu weit wurde an diesem Abend als drittes Stück aufgeführt, nach Burak Aydos aus der Türkei mit Esmer yarim und vor der Schweizerin Annie Cotton mit Moi, tout simplement. Dirigent war Norbert Daum. Am Ende der Abstimmung hatte es 18 Punkte erhalten und belegte damit den 18. Platz in einem Feld von 25.